# BNP Paribas Primrose Bordeaux 2013
Il BNP Paribas Primrose Bordeaux 2013 è stato un torneo di tennis facente parte della categoria ATP Challenger Tour nell'ambito dell'ATP Challenger Tour 2013. È stata la 6ª edizione del torneo che si è giocata a Bordeaux in Francia dal 13 al 19 maggio 2013 su campi in terra rossa e aveva un montepremi di €85,000+H.

## Partecipanti singolare

### Teste di serie
| Nazionalità | Giocatore              | Ranking* | Testa di serie |
| ----------- | ---------------------- | -------- | -------------- |
| Belgio      | David Goffin           | 59       | 1              |
| Francia     | Michaël Llodra         | 61       | 2              |
| Spagna      | Guillermo García López | 68       | 3              |
| Francia     | Édouard Roger-Vasselin | 74       | 4              |
| Francia     | Paul-Henri Mathieu     | 75       | 5              |
| Francia     | Kenny de Schepper      | 85       | 6              |
| Ucraina     | Serhij Stachovs'kyj    | 93       | 7              |
| Argentina   | Martín Alund           | 97       | 8              |

- Ranking al 6 maggio 2013.

### Altri partecipanti
Giocatori che hanno ricevuto una wild card:
- Pierre-Hugues Herbert
- Gaël Monfils
- Josselin Ouanna
- Florent Serra

Giocatori che sono passati dalle qualificazioni:
- Facundo Bagnis
- Pablo Carreño Busta
- Jonathan Dasnières de Veigy
- Michail Kukuškin
- Michał Przysiężny (lucky loser)

Giocatori che hanno ricevuto un entry come Alternate:
- Denis Kudla

## Partecipanti doppio

### Teste di serie
| Nazionalità | Giocatore            | Nazionalità | Giocatore              | Ranking* | Testa di serie |
| ----------- | -------------------- | ----------- | ---------------------- | -------- | -------------- |
| Colombia    | Juan Sebastián Cabal | Colombia    | Robert Farah           | 97       | 1              |
| Germania    | Christopher Kas      | Austria     | Oliver Marach          | 114      | 2              |
| Svezia      | Johan Brunström      | Regno Unito | Ken Skupski            | 119      | 3              |
| Francia     | Nicolas Mahut        | Francia     | Édouard Roger-Vasselin | 125      | 4              |

- Ranking al 6 maggio 2013.

### Altri partecipanti
Coppie che hanno ricevuto una wild card:
- Marc Gicquel /  Romain Jouan
- Pierre-Hugues Herbert /  Nicolas Renavand
- Josselin Ouanna /  Laurent Rochette

## Vincitori

### Singolare
Gaël Monfils ha battuto in finale  Michaël Llodra con il punteggio di 7–5, 7–6(5)

### Doppio
Christopher Kas /  Oliver Marach hanno battuto in finale  Nicholas Monroe /  Simon Stadler con il punteggio di 2–6, 6–4, [10–1]